# Maccabeus
Famille
Genre
Synonymes
- Chaetostephanus 
von Salvini-Plawen, 1974

Maccabeus est un genre de vers marins de l'embranchement des Priapulida, le seul de la famille des Chaetostephanidae (syn Maccabeidae Por & Bromley, 1974). Cette famille est parfois placée dans l'ordre des Seticoronaria von Salvini-Plawen, 1974.

## Liste desespèces
Selon WRMS
- Maccabeus tentaculatus Por, 1973
- Maccabeus cirratus (Malakhov, 1979)